# Seoul Racecourse Park (métro de Séoul)
Seoul Racecourse Park  (hangeul : 선바위 ; hanja : 선바위) est une station de passage de la ligne 4 du métro de Séoul. Elle est située au 105 Gyeongmacongwon-daero, quartier Gwacheon-dong, de la ville Gwacheon-si, dans la province (Gyeonggi-do), près de Séoul en Corée du Sud.
Ouverte en 1994, elle est desservie par les rames omnibus et express qui circulent sur la ligne 4.

## Situation sur le réseau

Plan du réseau (2023)

Établie en souterrain, la station Seoul Racecourse Park, est une station de passage de la ligne 4 du métro de Séoul : elle est située entre la station Seonbawi, en direction du terminus nord-est Jinjeop, et la station Grand parc de Séoul en direction du terminus sud-est Oido,.

## Histoire
La station souterraine, nommée Horse Racing Station, est mise en service, le 1er avril 1994,. lors de l'ouverture à l'exploitation, des 14,1 km, de la ligne Gwacheon (intégrée dans la ligne 4 ce même jour), de Geumjeong à Namtaeryeong.
La station est renommée Seoul Racecourse Park le 1er janvier 2000,.

## Services aux voyageurs

### Accès et accueil
Établie au 105 Gyeongmacongwon-daero, dans le quartier Gwacheon-dong, la station dispose de six bouches, numérotés de 1 à 6. Des escaliers, escaliers mécaniques et ascenseurs permettent les circulations piétonnes entre les différents niveaux. Elle est notamment équipée d'une billetterie avec des automates pour l'achat de titres de transport. Les quais de la station sont équipés de portes palières.

### Desserte
Seoul Racecourse Park est desservie par les rames omnibus et express qui circulent sur la ligne 4.

Installations
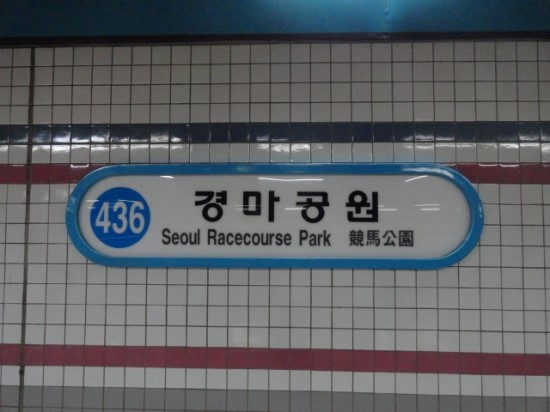
En 2012.
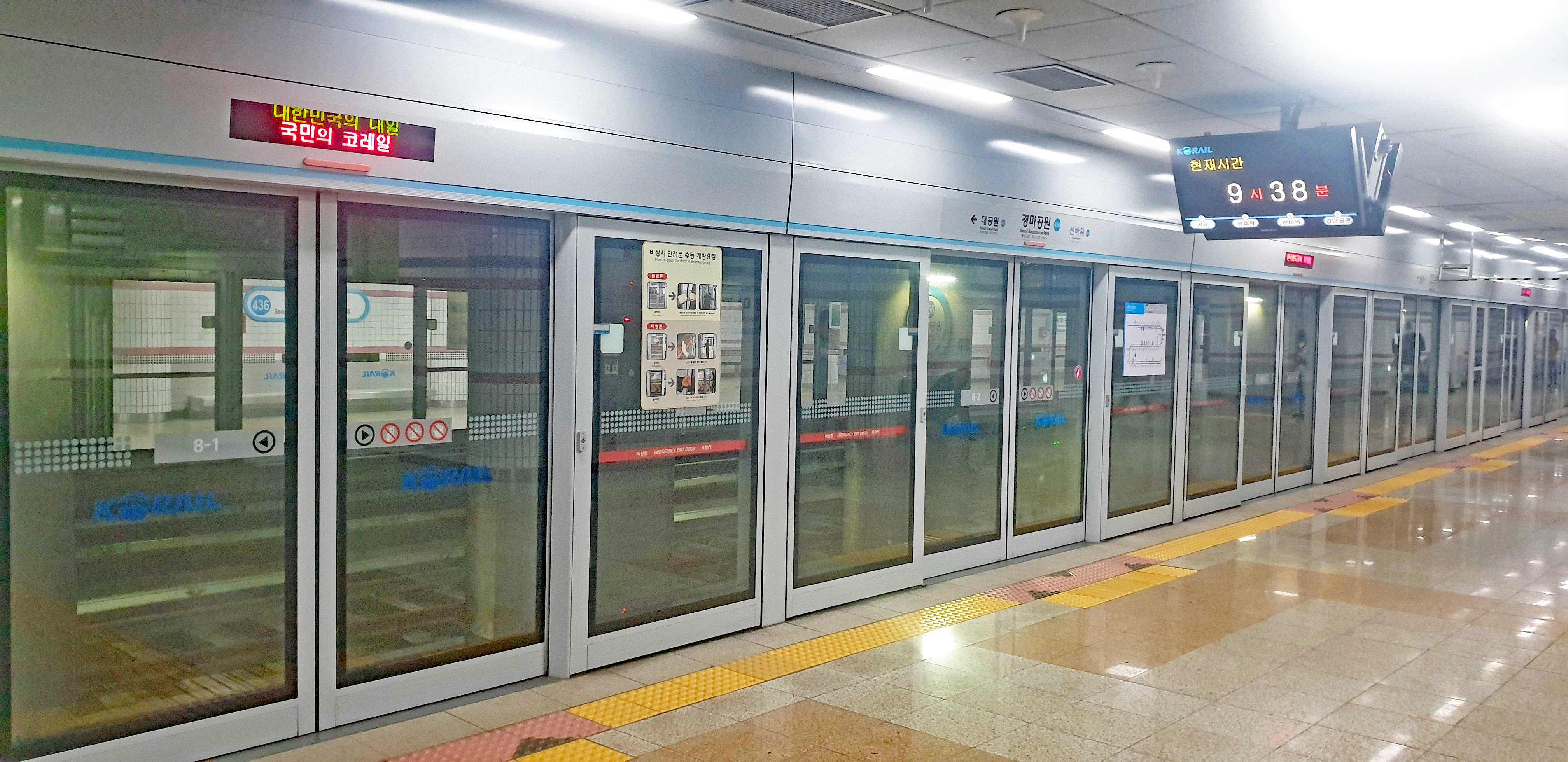
En 2022.

### Intermodalité
Des arrêts de bus urbains sont situés à proximité de certains accès.